# Trần Thu Hà
Tran Thu Ha (vietnamsky Trần Thu Hà; * 26. srpna 1975, Hanoj) je vietnamská zpěvačka. Její umělecké jméno je Ha Tran. Její otec Tran Hien je také zpěvák.

## Alba
- Tran Tien (2008)
- Century of love songs (2007) – pouze v USA
- Communication 06 (2006)
- Ha Tran 98-03 (2006) – ve Vietnamu
- Colors – Love songs (2005) – v USA
- Solar Eclipse (2002)
- Love song for beauty (2000)
- Purity (1999)